# Mosca de març
La mosca de març (Bibio marci) és una espècie de dípter nematòcer de la família dels bibiònids. El seu nom comú i científic fan referència al fet que emergeix cap al mes de març i també l'abril, de vegades en eixams nombrosos. És comú als Països Catalans i Europa en general.

## Descripció
Cos allargat d'entre 10 i 12 mm negre i molt pilós, en el vol destaquen les seves llargues potes, les antenes són curtes i en els mascles els ulls són molt grossos, esfèrics i prominents, les femelles els tenen molt més petits, ponen els ous en l'humus del sòl les larves aturen el seu desenvolupament durant l'hivern.

## Nutrició
Els adults s'alimenten de secrecions vegetals no pas de sang. Les larves viuen al sòl, menjant arrels i material vegetal en descomposició i poden ser plagues de les arrels d'api, enciam, espàrrecs i gespa entre d'altres.